# Клименко Іван Євдокимович
Іва́н Євдоки́мович Климе́нко (28 серпня/9 вересня 1891 — 26 листопада 1937) — український і радянський революціонер, більшовик, політик і суспільний діяч, 2-й секретар ЦК КП(б)У. Кандидат у члени ЦК КП(б)У в березні 1919 — березні 1920 р. Член ЦК КП(б)У в грудні 1921 — листопаді 1927 р. Кандидат у члени Організаційного бюро ЦК КП(б)У в квітні 1923 — травні 1924 р. Член Організаційного бюро ЦК КП(б)У в травні 1924 — жовтні 1927 р. Член Політичного бюро ЦК КП(б)У в січні 1925 — жовтні 1927 р. Кандидат у члени ЦК ВКП(б) в грудні 1925 — січні 1934 р.

## Життєпис
Народився в селі Рівчак-Степанівка Чернігівської губернії Російської імперії (тепер Носівський район Чернігівської області України) в селянській, робітничо-селянській родині. Закінчив земську сільську школу, пас худобу в поміщицькому маєтку. З 1905 року працював учнем та складальником у друкарні штабу військового округу в Києві.
Член РСДРП(б) з 1912 року. Обирався членом Центрального страйкового комітету робітників київських друкарень. На початку серпня 1912 року був заарештований і відправления етапом в Ростов-на-Дону на два роки під нагляд поліції. Працював у приватній друкарні, вів нелегальну роботу в Ростові-на-Дону. Був заарештований та висланий під нагляд поліції до Полтави. Після недовгого перебування в Полтаві, перейшов на нелегальне становище та переїхав до Харкова. Брав участь у роботі нелегального комітету більшовиків-друкарів у Харкові.
У 1914 році перехав до Києва, де був заарештований царською поліцією в липні 1914 року. Після семимісячного перебування в київській в'язниці висланий на три роки в Наримський край. У 1916 році втік із заслання в Іркутську. Вів нелегальну партійну роботу в Іркутську, Верхньоудинську, Новомиколаївську (Новосибірську). У березні — травні 1917 року — заступник голови Новомиколаївської ради робітничих і селянських депутатів у Сибіру.
У травні 1917 року повернувся до Києва, був секретарем Київської профспілки друкарів, членом Київського міського комітету РСДРП(б), членом Київської міської ради робітничих депутатів та членом Центральної ради фабрично-заводських комітетів Києва (з серпня 1917 року). Брав активну участь у січневому збройному повстанні 1918 року, очолював страйковий комітет.
Член ЦВК Радянської України. У березні — квітні 1918 року — народний секретар праці радянської Української Республіки. З липня по листопад 1918 року — на підпільній роботі в Харкові: член Харківського підпільного губернського комітету КП(б)У. З листопада 1918 року — на підпільній роботі в Одесі: секретар Одеського підпільного обласного комітету, член редакційної колегії газети «Комуніст».
На початку 1919 року — голова Одеського революційного комітету і член губернського комітету КП(б)У; голова виконавчого комітету губернської ради.
У 1919 році — військовий комісар 45-ї стрілецької дивізії Південної групи військ. З серпня 1919 року — голова Житомирського військово-революційного комітету. З жовтня 1919 року — знову військовий комісар 45-ї стрілецької дивізії РСЧА.
У грудні 1919 — 1920 року — заступник голови Київського губернського революційного комітету. У 1920 році працював головою Київського губернського комітету КП(б)У.
З березня 1920 року — завідувач Одеського губернського відділу управління, голова виконавчого комітету Одеської губернської ради. У 1920—1921 роках — голова виконавчого комітету Катеринославської губернської ради. Потім виконував доручення ЦК КП(б)У в Запорізькій губернії.
У 1922—1925 роках — народний комісар земельних справ Української СРР, заступник голови Ради народних комісарів Української СРР.
У січні — грудні 1925 року — 2-й секретар ЦК КП(б)У, у грудні 1925 — жовтні 1927 року — секретар ЦК КП(б)У. Входив до складу ВУЦВК, Всеросійського ЦВК та ЦВК СРСР.
У 1927 — грудні 1929 року — заступник народного комісара землеробства Російської РФСР, голова Спілки сільськогосподарської кооперації. У 1929 році працював головою Всесоюзного центру машинно-тракторних станцій (Трактороцентру). 16 грудня 1929 — 1930 року — заступник народного комісара землеробства СРСР.
У 1930 році — голова виконавчого комітету Сибірської крайової ради. У липні — 26 серпня 1930 року — голова виконавчого комітету Західно-Сибірської крайової ради.
У 1932—1933 роках — начальник Середньоазіатської залізниці. У 1933—1934 роках — начальник Рязансько-Уральської залізниці, член колегії Народного комісаріату шляхів СРСР.
У 1934 — травні 1937 року — заступник начальника зернового управління Народного комісаріату землеробства СРСР.
13 травня 1937 року заарештований органами НКВС. Розстріляний в Москві. Реабілітований посмертно 1956 року. Його ім'ям у 1974–2014 роках була названа Преображенська вулиця у Києві.